# دبليو 89 (قنبلة نووية)

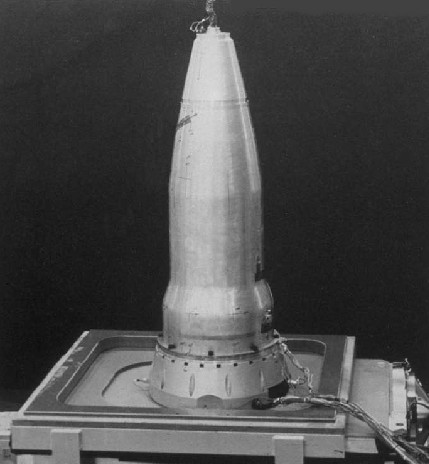
دبليو 89 (قنبلة نووية)

دبليو 89  هو رأس حربي نووي انشطاري أمريكي مصمم للاستخدام على صاروخ نووي أرضي AGM-131 SRAM II وصاروخ UUM-125 Sea Lance المضاد للغواصات.

## نبذة
منح مختبر لورانس ليفرمور الوطني في منتصف الثمانينات لتصميم الرأس النووي، ودخل المرحلة الثانية مع دراسة التكلفة في نوفمبر 1986. دخلت المرحلة الثالثة من هندسة التطوير وتم التصنيف الرقمي بـ دبليو 89 (W89) في يناير 1988.

## حجم القنبلة
كان تصميم دبليو 89 على الشكل التالي:
- قطر 13.3 بوصة (33.8 سم).
- الطول 40.8 بوصة (103.6 سم).
- الوزن 324 رطل (147 كجم) وإنتاج 200 كيلو طن.

## الإلغاء
تم إلغاء التصميم في سبتمبر 1991 إلى جانب صاروخ SRAM II، قبل إنتاج أي قنبلة، على الرغم من أن بعض أجهزة الاختبار قد تم تصنيعها.